# Bebiane Ivalo Kreutzmann
Bebiane Ivalo Kreutzmann (født 6. april 1998) er en dansk skuespillerinde med rødder i Grønland, som bl.a. har medvirket i tv-serien Limbo, kortfilmen Daimi og spillet rollen som Selma i TV 2's tv-serie Lærkevej. Hun har også medvirket i teaterstykket Revolver trilogien på Det Kongelige Teater i 2012 samt kortfilmen Duer skal flyve frit i Himlen. I 2014 spillede hun hovedrollen Sofie i DR1's julekalender Tidsrejsen, sammen med Hannibal Harbo Rasmussen (Dixie). Bebiane er datter af Helene Kreutzmann og Kenn Harry Rasmussen. I 2015 blev hun valgt til rollen som Melanie i tv-serien Exitium, som vil blive vist i 2016. Serien følger to søstre, der vender tilbage til København i slutningen af tredje verdenskrig og må overleve i tiden efter en atomkrig.
Bebiane er født på Frederiksberg hvor hun bor med sin mor. Bebiane deler sit mellemnavn Ivalo med prinsesse Josephine. Bebiane blev i 2015 nomineret til en Zulu Award. I 2016 er Bebiane med i nogle reklamefilm om bilfirmaet Ford.
I 2024 genindtager Bebiane sin rolle som Sofie Villadsen fra julekalenderen Tidsrejsen i en selvstændig fortsættelse og julekalender, Tidsrejsen 2.

## Filmografi

### Film
| År   | Titel                           | Rolle              | Noter    |
| ---- | ------------------------------- | ------------------ | -------- |
| 2010 | Duer skal flyve frit i himlen   | Olivia             | Kortfilm |
| 2012 | Daimi                           | Daimi              | Kortfilm |
| 2012 | Lærkevej - Til døden os skiller | Selma Dam          |          |
| 2013 | Kvinden i buret                 | Lasses plejesøster |          |
| 2013 | Overgang                        | Datter             |          |
| 2013 | Ude i skoven                    | Line, datter       | Kortfilm |
| 2014 | Teenland                        | Pige med røde øjne |          |
| 2016 | Kærlighed og andre katastrofer  | Puk                |          |
| 2017 | Så længe jeg lever              | Minna Mogensen     |          |
| 2019 | Psychosia                       |                    |          |

### Tv-serier
| År        | Titel        | Rolle           | Noter             |
| --------- | ------------ | --------------- | ----------------- |
| 2009-2010 | Lærkevej     | Selma Dam       | Afsnit 1-7, 10-20 |
| 2012      | Limbo        | Simone          |                   |
| 2014      | Dicte        | Nicole Høgsbro  | Afsnit 5-6        |
| 2014      | Tidsrejsen   | Sofie Villadsen | Julekalender      |
| 2016      | The Family   | Fiona           |                   |
| 2016      | Exitium      | Melanie         |                   |
| 2024      | Tidsrejsen 2 | Sofie Villadsen | Julekalender      |

### Teater
- Topmøde for de mest deprimerede(2016)